# 意富比神社
意富比神社（おおひじんじゃ）は、千葉県船橋市にある神社。式内社で、旧社格は県社。通称は船橋大神宮（ふなばしだいじんぐう）。延喜式では葛餝郡意富比神社の名称で登場する。

## 祭神
- 天照皇大御神

## 社名の由来
社名となっている「意富比（おおひ、旧仮名遣：おほひ）」の由来については諸説ある。主なものを以下に示す。
- 大火あるいは大炊の意で食物神とする説。
- 夕日を真正面に受ける高台にあることなどから夕日とみる説
- 古代の有力豪族である意富氏の氏神とする説
- 大日の意で、この地方の農民がもとから信仰してきたお天道様(太陽神)とする説[注釈 1]

## 歴史
社伝では、景行天皇40年、日本武尊の東征の折に当地で東国平定の成就を祈願したのに始まると伝える。当時、当地の住民は日照りに苦しんでおり、日本武尊があわせて祈雨を念じると、雨が降り出したとも伝える。元々同社では地方の太陽神である「意富比神（大日神）」が祀られ、特に周辺（東京湾）の漁民の信仰を集めていた。国史の初見は『日本三代実録』の貞観5年（863年）5月26日条で、延喜式神名帳では小社に列している。
後にこの一帯が伊勢神宮に寄進されて御厨（夏見御厨。船橋御厨ともいう）となり、その守護として伊勢神宮の祭神である天照大神を祀る神明社が現在の夏見台の日枝神社に建立されたが、御厨の衰退とともに神明社も廃れ、意富比神社に合祀された。その後、天照皇大神に対する信仰の方が強くなり、次第に意富比神社の社名は忘れられ、もっぱら船橋神明・船橋大神宮と呼ばれるようになった。戦国時代までは、この地域で、勢力を保っていた千葉氏系の豪族富氏が宮司をつとめていた。現在でも千葉姓に改名し、同族が宮司をつとめている。
同神宮には中世の文書が多数保持されていたが、明治維新時に起きた戊辰戦争の船橋の戦いで社殿と共に焼失してしまい、現存しているのは、千葉満胤の書状や「船橋御厨六ケ郷田数之事」という応長年間の文書など数点のみである。明治6年に本殿、明治22年には、拝殿を再建された。明治5年（1872年）に県社に列格し、延喜式神名帳に記される意富比神社の名に復した。
朝廷・将軍家などから崇敬を受け、平将門、源頼朝、徳川家康などが社領の寄進や社殿の造営・改修をおこなった。神宮の境内にある常盤神社には家康の歯を納めた家康木造が安置されている。近代では明治天皇、大正天皇、昭和天皇などの歴代天皇も参拝に訪れている。

## 階級俸禄
- 863年（貞観5年）従五位下から正五位下を授与
- 871年（貞観13年）正五位上を授与
- 874年（貞観16年）従四位下を授与[注釈 2]

## 境内

### 摂末社
- 常盤神社（摂社）

日本武尊・徳川家康公・徳川秀忠公を祭神とする。
- 外宮（摂社）

祭神は豊受姫大神。
- 八雲神社（摂社）

須佐之男命を主祭神とし、大己貴神と奇稲田姫命を配祀する。
- 天之御柱宮（末社）

護国の英霊を祀る。
- 大鳥神社（摂社）

祭神は日本武尊。
- 八剱神社・八坂神社（摂社）

祭神は共に須佐之男命で神輿に祀られている。
- 船玉神社（末社）

天鳥船命と住吉命を祭神とする。元々は船魂を祀っていたといわれ、社殿も船の形を模している。
- 浅間神社（末社）

祭神は木花佐久夜毘売命。境内北部の高台に鎮座している。

## 文化財

### 県指定文化財
- 船橋大神宮灯明台（千葉県指定有形民俗文化財）

### 市指定文化財
- 神楽（市指定無形民俗文化財）

## 行事

### 船橋大神宮の奉納相撲（10月20日）
秋の例祭として行われる奉納相撲の歴史は古く、1590年（天正18年）に行われた徳川家康の上覧相撲に起源を持つ。当時、家康は下総で時々鷹狩りを催し、宿舎として船橋に離館が設けられていた。（現在の船橋市本町4丁目に船橋御殿があり、「御殿地」と呼ばれていた。跡地は船橋東照宮である）ある日、家康が相撲に戯れていた子供の姿を見てこれを賞し、信仰深かった船橋大神宮に奉納したものが起源と言われ、その後幕府自ら勧進元となった、由緒ある素人相撲である。
神宮の素人相撲は、強者が集まることで知られ、今でも東葛出身力士の育成に貢献している。また、少し前までは、漁師をはじめとする熱狂的な見物客が集うことでも有名で、判定に不服を持った観客が物を投げたり、行司をボコボコにし、万祝を着た若者衆と衝突するような光景も見られ、大いに盛り上がったという。

## 写真

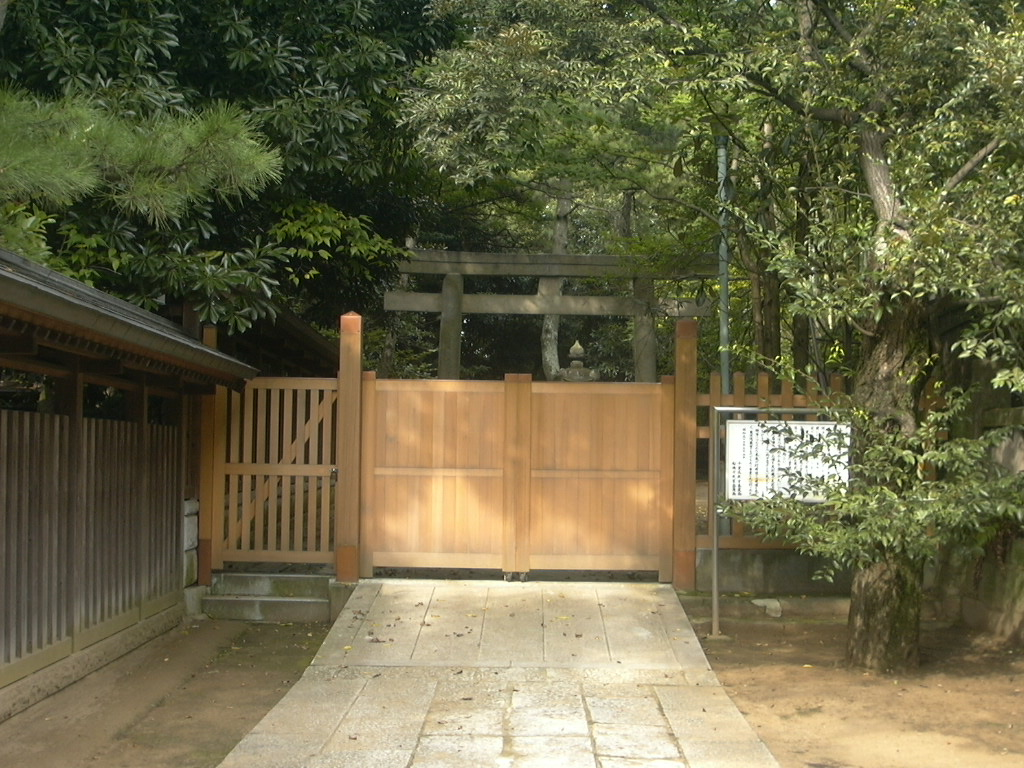
奥宮（現・常盤神社）
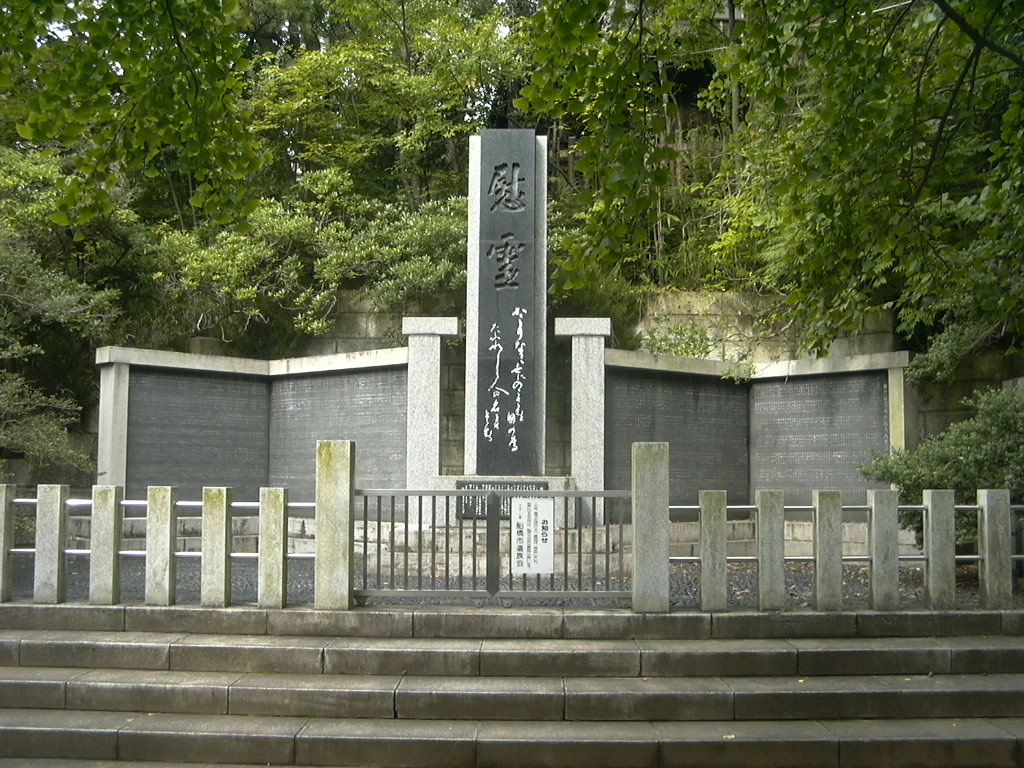
戦没慰霊碑
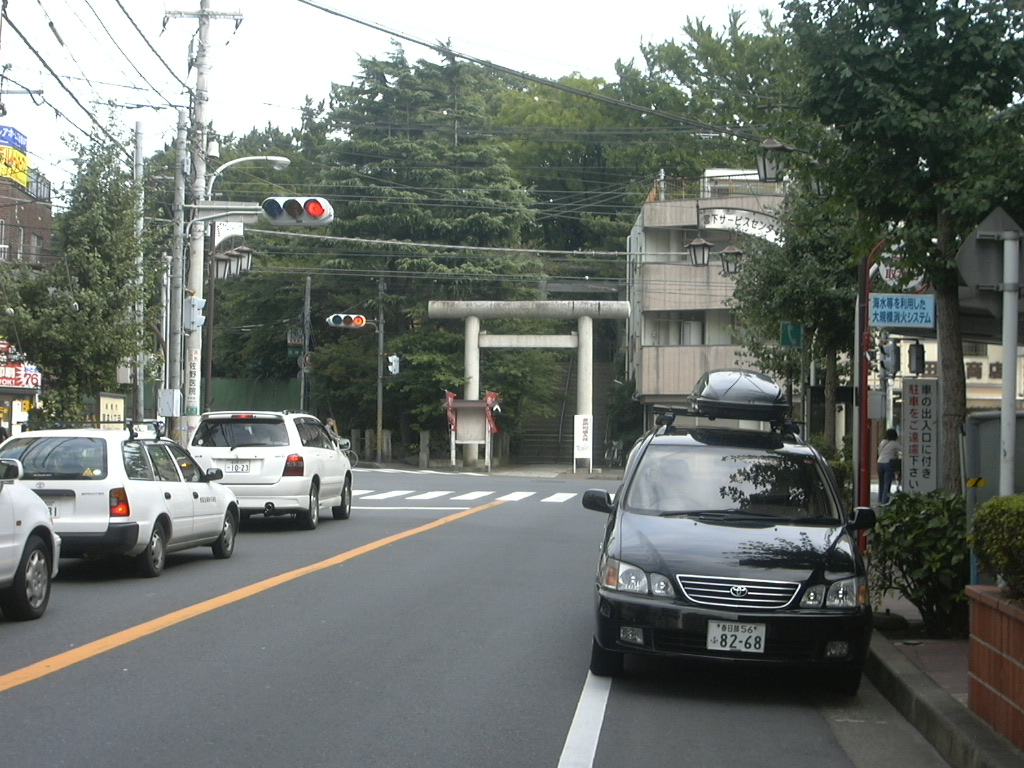
鳥居
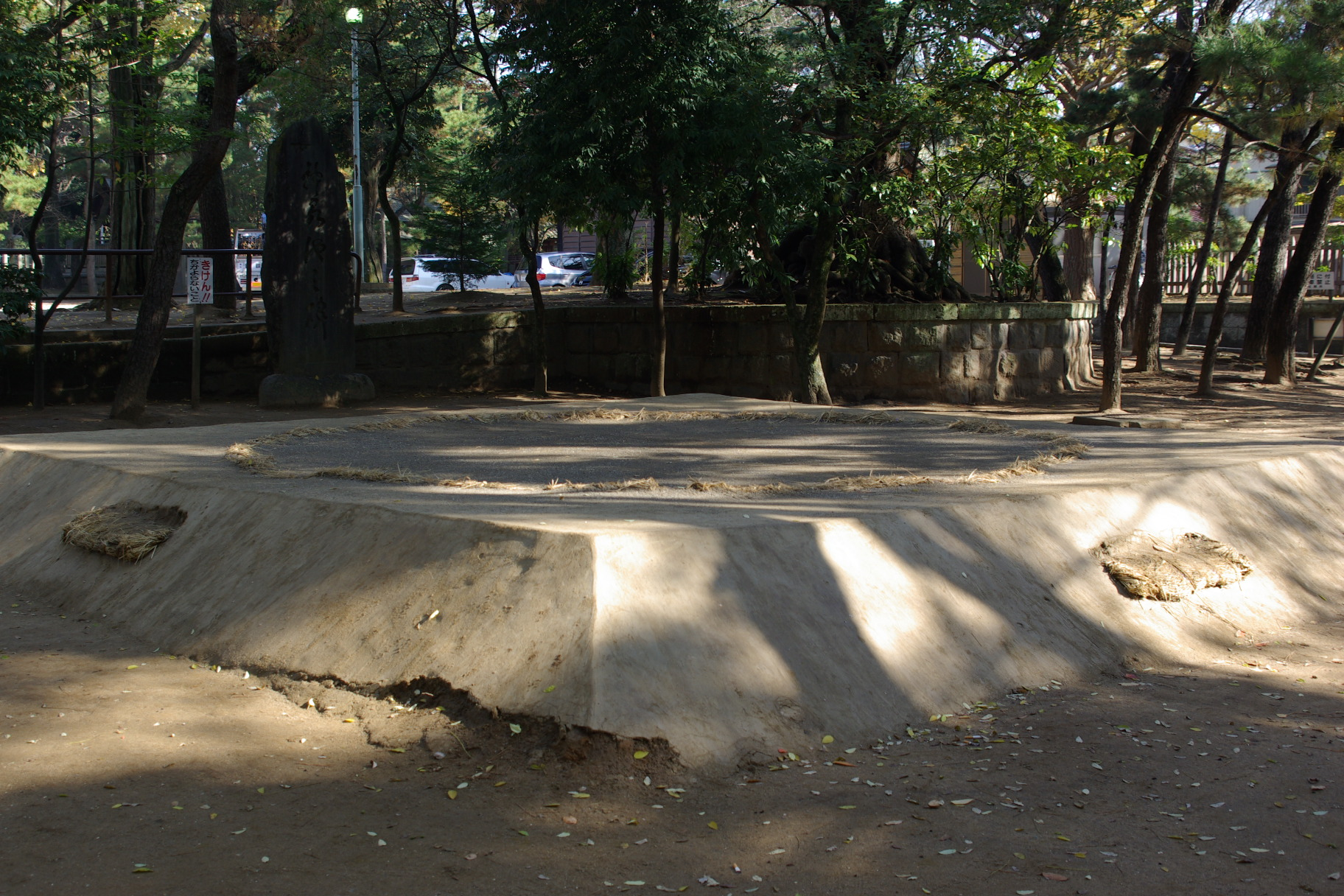
土俵
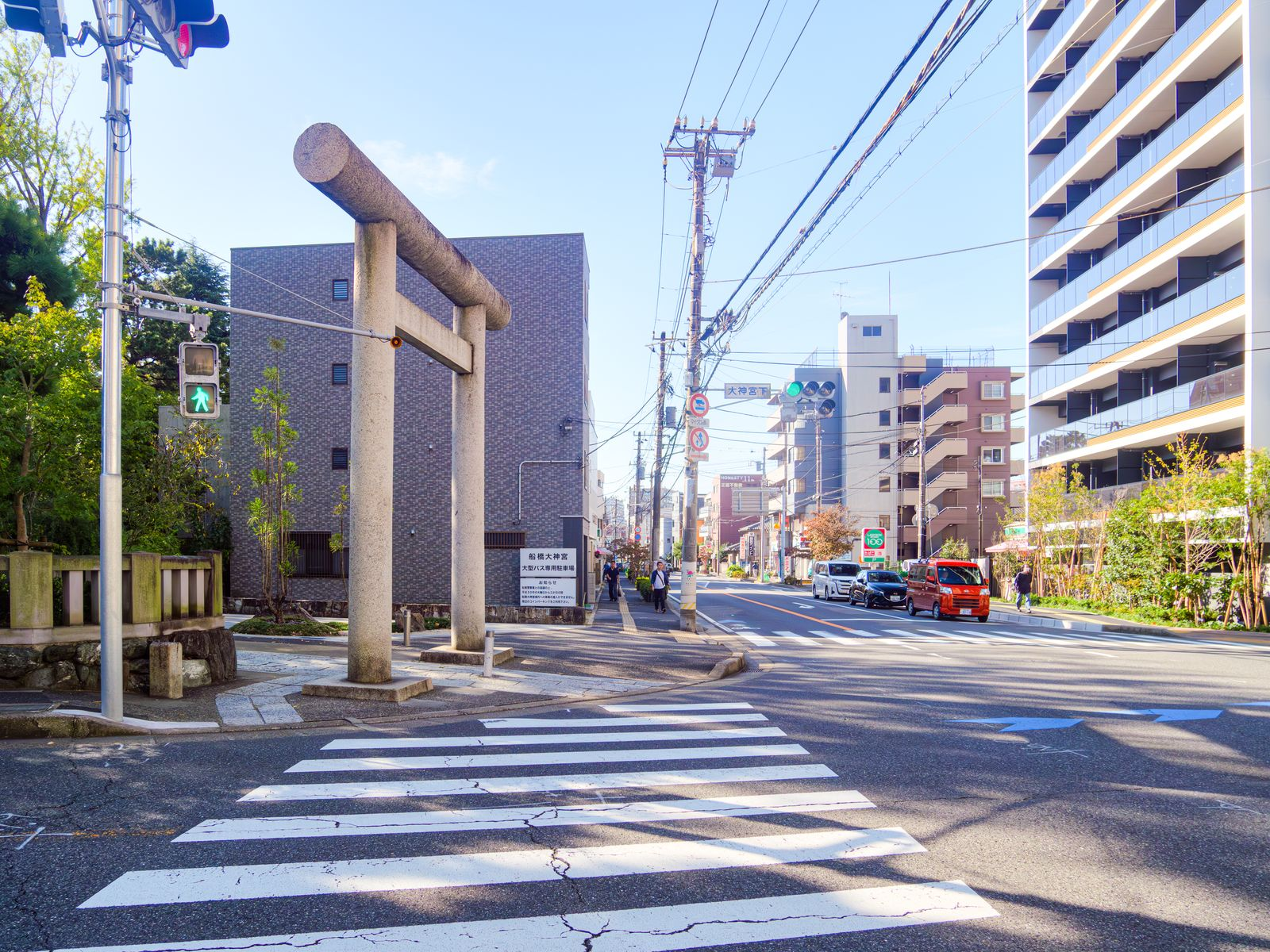
大神宮下交差点

## 交通
最寄り駅
- 京成電鉄本線大神宮下駅下車で徒歩5分
- JR総武線船橋駅下車で徒歩約10分

## 関連神社
恵富比神社には、以下の分社が存在する。
米ヶ崎町 恵富比神社
千葉県船橋市米ヶ崎町332
（祭神）天照皇大神
（境内社）天満宮、稲荷大明神、道祖神、熊野大明神
鎌倉時代は米ヶ崎城が建っていた。
東町 意富比神社
千葉県船橋市東町802
（祭神）天照皇大神
（境内社）出羽三山大明神、天満宮、道祖神